# Lipinia vittigera
Lipinia vittigera är en ödleart som beskrevs av  George Albert Boulenger 1894. Lipinia vittigera ingår i släktet Lipinia och familjen skinkar. Inga underarter finns listade i Catalogue of Life.